# 卡塔胡拉 (路易斯安那州)
卡塔胡拉（英語：Catahoula）是位於美國路易斯安那州聖馬丁堂區的一個普查規定居民點。

## 人口
根據2020年美國人口普查的數據，卡塔胡拉的面積為8.28平方千米，當中陸地面積為7.93平方千米，而水域面積為0.35平方千米。當地共有人口988人，而人口密度為每平方千米119.32人。